# Paikiniana
Paikiniana es un género de arañas araneomorfas de la familia Linyphiidae. Se encuentra en el este de Asia.

## Lista de especies
Según The World Spider Catalog 12.0:
- Paikiniana bella (Paik, 1978)
- Paikiniana biceps Song & Li, 2008
- Paikiniana iriei (Ono, 2007)
- Paikiniana keikoae (Saito, 1988)
- Paikiniana lurida (Seo, 1991)
- Paikiniana mikurana Ono, 2010
- Paikiniana mira (Oi, 1960)
- Paikiniana vulgaris (Oi, 1960)